# Abdu Salim
Pour les articles homonymes, voir Salim.
Abdu Salim, né en 1950 au Texas, est un saxophoniste américain.
Globe-trotter, il a notamment travaillé avec Johnny Copeland, Billy Hart, Slide Hampton, Elis Marsalis, Lou Bennett,...
Il s'est installé à Toulouse après un séjour en Andalousie. Il a remporté un Prix Dexter-Gordon.